# 야코프 파블로프

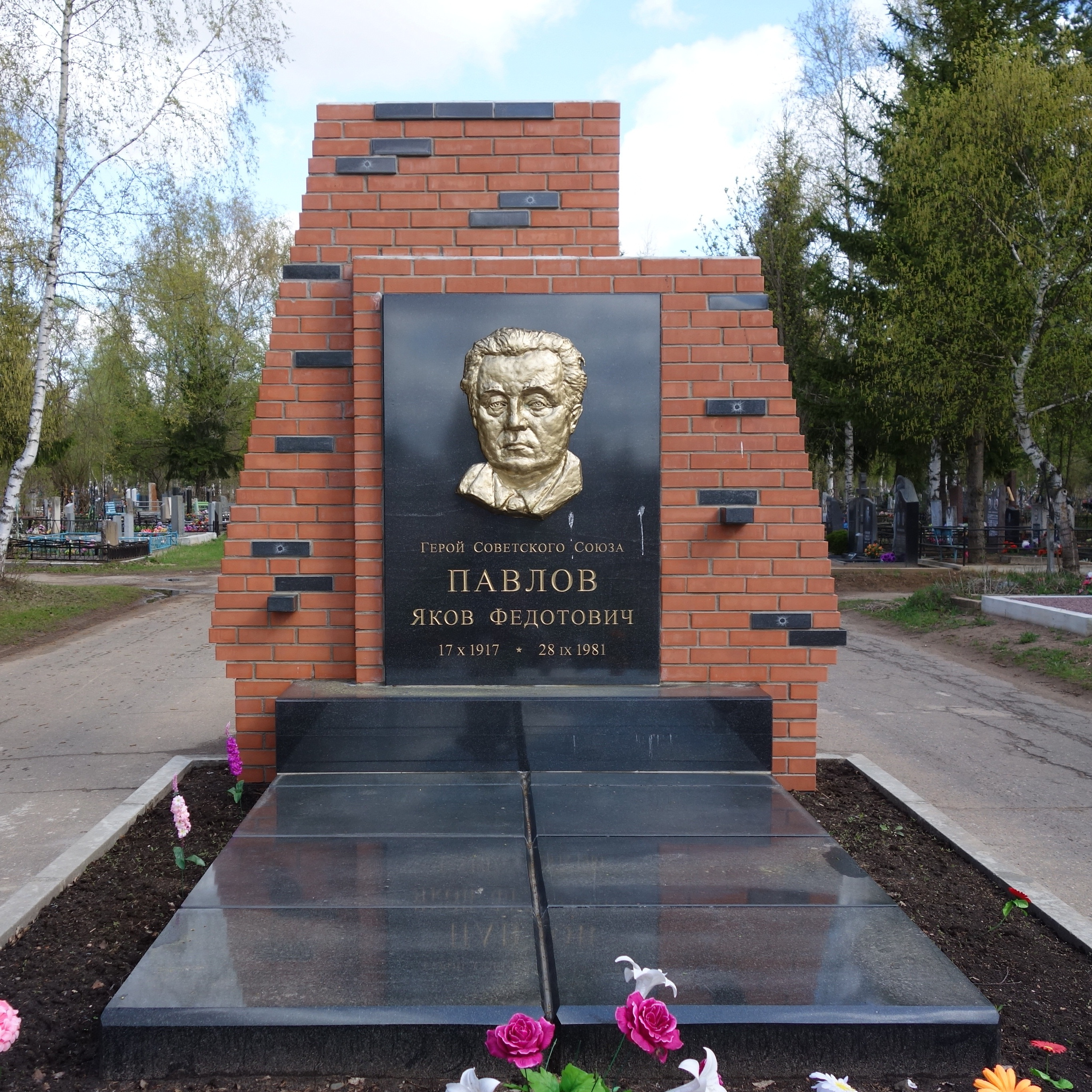

야코프 페도토비치 파블로프(러시아어: Яков Федотович Павлов, 1917년 10월 4일 ~ 1981년 9월 29일)는 대조국전쟁에서 활약한 소련의 군인이다.